# Teksmona
Teksmona est une île de la commune de Meløy , en mer de Norvège dans le comté de Nordland en Norvège.

## Description
L'île de 5,2 km2 se trouve au nord-ouest d'Ørnes. Ellese situe entre l'archipel de Støttvær (au nord-ouest) et l'île de Meløya (au sud-ouest).

### Réserve naturelle
Une partie de Teksmona est protégée en tant que réserve naturelle de Teksmona (Teksmona naturreservat) créée en 1992. L'île est l'une des rares îles de la côte du Nordland à posséder une forêt de conifères océaniques.